# Мануйленко Григорій Іванович
Григо́рій Іва́нович Ману́йленко (1912—1945) — радянський військовик, в роки Другої світової війни — розвідник взводу пішої розвідки 84-го гвардійського стрілецького полку 33-ї гвардійської стрілецької дивізії 39-ї армії, гвардії єфрейтор. Повний кавалер ордена Слави.

## Життєпис
Народився у селі Малі Копані, нині Голопристанського району Херсонської області, у селянській родині. Українець. Закінчив 4 класи. Працював у колгоспі. Після проходження строкової служби у Червоній армії повернувся у рідне село.
Вдруге призваний до лав РСЧА у 1941 році. Служив розвідником у складі 10-ї окремої роти повітряного спостереження, оповіщення і зв'язку частин ППО Чорноморського флоту. Брав участь у боях за Крим. Залишився на окупованій території, повернувся додому.
Втретє призваний до лав РСЧА у листопаді 1943 року Голопристанським РВК Миколаївської області. Воював на 4-му Українському, 1-му Прибалтійському та 3-му Білоруському фронтах. 12 жовтня 1944 року був поранений.
9 серпня 1944 року, діючи у тилу ворога, в районі височини 195.3 (Литва) піший розвідник 84-го гвардійського стрілецького полку гвардії рядовий Г. І. Мануйленко непомітно підповз до групи ворожих солдатів, вогнем з автомата розсіяв групу, знищивши при цьому одного солдата супротивника і захопивши, як трофей, важкий кулемет.
16 серпня 1944 року гвардії рядовий Г. І. Мануйленко у складі групи перебував у розвідці по виявленню вогневих засобів і розташування супротивника в районі височини 195.3 (Литва). Зустрівши на шляху колону ворожої бронетехніки, гранатами і вогнем з автомата знищив обслугу бронетранспортера, у той час, як бійці групи своїм вогнем скували дії екіпажів решти бронетранспортерів. У ході бою знищив 4 солдатів ворога і добув важливі розвідувальні дані про розташування сил супротивника.
25 лютого 1945 року на підступах до населеного пункту Дайленен (Східна Пруссія), відбиваючи контратаку супротивника, вогнем з автомата знищив 17 солдатів і офіцерів ворога.
8 квітня 1945 року загинув у бою. Похований у братній могилі в селищі Прегольський (у складі міста Калінінград, Росія).

## Нагороди
Нагороджений орденами Слави 1-го (19.04.1945), 2-го (30.10.1944) та 3-го (17.08.1944) ступенів і медаллю «За відвагу» (25.03.1945).